# William Dawson (Politiker, 1848)
William Dawson (* 17. März 1848 in New Madrid, Missouri; † 12. Oktober 1929 ebenda) war ein US-amerikanischer Politiker. Zwischen 1885 und 1887 vertrat er den Bundesstaat Missouri im US-Repräsentantenhaus.

## Werdegang
William Dawson besuchte bis 1869 das Christian Brothers’ College in St. Louis. In den Jahren 1870 bis 1872 war er Polizeichef und Steuereinnehmer im New Madrid County. Gleichzeitig begann er als Mitglied der Demokratischen Partei eine politische Laufbahn. Zwischen 1878 und 1884 saß er als Abgeordneter im Repräsentantenhaus von Missouri.
Bei den Kongresswahlen des Jahres 1884 wurde Dawson im 14. Wahlbezirk von Missouri in das US-Repräsentantenhaus in Washington, D.C. gewählt, wo er am 4. März 1885 die Nachfolge von Lowndes Henry Davis antrat. Da er im Jahr 1886 von seiner Partei nicht erneut nominiert wurde, konnte er bis zum 3. März 1887 nur eine Legislaturperiode im Kongress absolvieren. Nach seinem Ausscheiden aus dem US-Repräsentantenhaus arbeitete Dawson als Grundstücksmakler. Zwischen 1915 und 1927 war er Gerichtsdiener am Bezirksgericht im New Madrid County. Er starb am 12. Oktober 1929 in New Madrid, wo er auch beigesetzt wurde.